# Kozacka brygada kawalerii gen. Turkula
Kozacka Brygada Kawalerii gen. Turkula (niem. Kosaken-Reiter-Brigade „Turkul”) – związek taktyczny Sił Zbrojnych Komitetu Wyzwolenia Narodów Rosji formowany w ostatnich miesiącach II wojny światowej.
W marcu 1945 r. na obszarze Austrii gen. Anton Turkul rozpoczął formowanie samodzielnego korpusu Sił Zbrojnych Komitetu Wyzwolenia Narodów Rosji. Jego dowództwo mieściło się w rejonie Salzburga, zaś poszczególne jednostki wojskowe miały być tworzone w Lienz, Lublanie i Villach. Jeszcze w tym samym miesiącu korpus z braku dostatecznych sił zmniejszono do brygady.
Przed zakończeniem wojny brygada liczyła ponad 5 tys. ludzi i składała się z:
- dowództwa
  - dowódca – gen. Anton Turkul
  - adiutant – płk S. Afanasjew
  - szef sztabu – gen. Władimir Krejter
- samodzielnego pułku płk. Petra Kryżaniwskiego, tworzącego 1 Pułk
- Ochotniczego Pułku SS „Varjag” płk. Michaiła Siemionowa, tworzącego 2 Pułk
- 3 Pułku płk. Wasilija A. Kardakowa
- Pułku Kawalerii Kozaków dońskich gen. Sysoja Borodina